# Релігія в Казахстані
Згідно з Конституцією, Республіка Казахстан є світською державою. Таким чином, релігійна освіта не входить в програму загальноосвітньої школи. Разом з тим всі охочі можуть отримати її, для чого, як і для свободи совісті і віросповідання, в країні є всі умови. Зокрема, відкриті ісламський університет, курси, що постійно діють при великих мечетях (для тих, хто хоче отримати початкову духовну освіту), недільні школи різних конфесій. У 1998 році була заснована перша католицька Вища духовна семінарія «Марія — Матір Церкви».
У 2005 році був створений Комітет у справах релігії, мета якого — забезпечення реалізації прав громадян на свободу віросповідання, зміцнення взаєморозуміння і терпимості між релігійними об'єднаннями різних віросповідань. Особлива увага приділяється і міжрелігійного діалогу. Для поліпшення взаєморозуміння представників різних релігій за підтримки на найвищому державному рівні проводиться З'їзд лідерів світових і традиційних релігій.
У Казахстані створено всі необхідні правові та організаційні умови для мирного співіснування різних конфесій, сформована єдина державна політика в області релігії на принципах відокремлення її від держави, свободи совісті і свободи віросповідання, рівності релігійних об'єднань, невтручання держави у внутрішню діяльність релігійних об'єднань і співпраці з ними.

## Історія
До приходу ісламу в Казахстані сповідували тенгріанство. Це політеїстична релігія, в якій був і верховний бог — Тенгрі. Втім, слово «Тенгрі» застосовувалося не тільки до нього, а й до інших божествам з пантеону, але відомості про них практично не дійшли до наших днів, проте збереглися космологічні уявлення давніх казахів і окремі релігійно-філософські елементи тенгріанства.
Згідно з традиційними віруваннями, наш всесвіт складається з трьох світів: небесного, земного і підземного. Велике значення надавалося стихіям і силам природи. Так, у казахів існувала легенда про ангела, який б'є батогом хмари, виробляючи тим самим грім і блискавки. А в Південному Казахстані був культ печер; зокрема, до печери Чак-пак-ата приходили жінки в надії вилікувати безпліддя. У східних же областях святі часто ставали родоначальниками споріднених груп.
Найпомітніше явище, яке народилося в доісламську епоху — шаманство. Спільними рисами шаманства є культ предків і відправлення шаманом особливих ритуалів, під час яких він впадав в стан трансу і встановлював зв'язок з потойбічним світом. Здібності шаманів лікувати, гадати, відшукувати худобу і людей пояснювалися допомогою духів. Часто служителям культу приписували владу над силами природи і вміння творити чудеса.
Зазвичай шаманами ставали чоловіки, але існують підтвердження того, що були деколи траплялись жінки-шаманки.
Головний інструмент будь-якого шамана — кобиз (смичковий інструмент з двома струнами з кінського волосся). Деякі служителі культу навіть забороняли доторкатися до свого інструменту. Другий за значимістю атрибут — посох (аса-таяк) з залізними кільцями і підвіскою у верхній частині.
Казахське шаманство було дуже самобутнім, проте поступово ісламізувалось: з нього зникли риси, що суперечать ісламу.

## Сучасний стан релігії
У 2009 році (вперше після перепису 1937 року) був проведений перепис, в ході якої респондентам ставилося запитання про ставлення до релігії. Результати перепису показали, що переважна більшість жителів Казахстану віднесло себе до тієї чи іншої релігії (бл. 97 % населення), лише 3 % опитуваних заявили про те, що є невіруючими, або відмовилися дати відповідь на питання, що ставиться.
| Відповіді респондентів | Абсолютна чисельнність тис. осіб | Часткп в населення % |
| ---------------------- | -------------------------------- | -------------------- |
| мусульмани             | 11 237,9                         | 70,19                |
| християни              | 4 190,1                          | 26,17                |
| атеїсти                | 450,5                            | 2,81                 |
| не дали відповідь      | 81,0                             | 0,51                 |
| інші релігії           | 30,1                             | 0,19                 |
| буддисти               | 14,6                             | 0,09                 |
| юдеї                   | 5,3                              | 0,03                 |
| Загалом                | 16 009,6                         | 100,00               |

| Етнічна група       | Іслам    | Християнство | Юдаїзм | Буддизм | Інші | Атеїсти | Відмовились дати відповідь | Разом    |
| ------------------- | -------- | ------------ | ------ | ------- | ---- | ------- | -------------------------- | -------- |
| Казахи              | 9928705  | 39172        | 1929   | 749     | 1612 | 98511   | 26085                      | 10096763 |
| Росіяни             | 54277    | 3476748      | 1452   | 730     | 1011 | 230935  | 28611                      | 3793764  |
| Узбеки              | 452668   | 1794         | 34     | 28      | 78   | 1673    | 722                        | 456997   |
| Українці            | 3134     | 302199       | 108    | 49      | 74   | 24329   | 3138                       | 333031   |
| Уйгури              | 221007   | 1142         | 34     | 33      | 63   | 1377    | 1057                       | 224713   |
| Татари              | 162496   | 20913        | 47     | 58      | 123  | 16569   | 4023                       | 204229   |
| Німці               | 2827     | 145556       | 89     | 66      | 192  | 24905   | 4774                       | 178409   |
| Корейці             | 5256     | 49543        | 211    | 11446   | 138  | 28615   | 5176                       | 100385   |
| Турки               | 96172    | 290          | 7      | 6       | 20   | 321     | 199                        | 97015    |
| Азербайджанці       | 80864    | 2139         | 16     | 16      | 24   | 1586    | 647                        | 85292    |
| Білоруси            | 526      | 59936        | 25     | 9       | 20   | 5198    | 762                        | 66476    |
| Дунгани             | 51388    | 191          | 4      | 15      | 19   | 179     | 148                        | 51944    |
| Курди               | 37667    | 203          | 11     | 6       | 9    | 285     | 144                        | 38325    |
| Таджики             | 35473    | 331          | 2      | 6       | 30   | 307     | 128                        | 36277    |
| Поляки              | 235      | 30675        | 14     | 4       | 45   | 2486    | 598                        | 34057    |
| Чеченці             | 29448    | 940          | 6      | 3       | 16   | 653     | 365                        | 31431    |
| Киргизи             | 22500    | 206          | 6      | 6       | 4    | 352     | 200                        | 23274    |
| Інші національності | 54533    | 82254        | 1286   | 1433    | 210  | 13266   | 4233                       | 157215   |
| Загалом:            | 11239176 | 4214232      | 5281   | 14663   | 3688 | 451547  | 81010                      | 16009597 |

Релігійна принадлежність народів Казахстану у відсотковому співвідношенні (%):
| Етнічна група       | Іслам | Християнство | Юдаїзм | Буддизм | Інші | Атеїсти | Відмовились дати відповідь |
| ------------------- | ----- | ------------ | ------ | ------- | ---- | ------- | -------------------------- |
| Казахи              | 98,34 | 0,39         | 0,02   | 0,01    | 0,02 | 0,98    | 0,26                       |
| Росіяни             | 1,43  | 91,64        | 0,04   | 0,02    | 0,03 | 6,09    | 0,75                       |
| Узбеки              | 99,05 | 0,39         | 0,01   | 0,01    | 0,02 | 0,37    | 0,16                       |
| Українці            | 0,94  | 90,74        | 0,03   | 0,01    | 0,02 | 7,31    | 0,94                       |
| Уйгури              | 98,35 | 0,51         | 0,02   | 0,01    | 0,03 | 0,61    | 0,47                       |
| Татари              | 79,57 | 10,24        | 0,02   | 0,03    | 0,06 | 8,11    | 1,97                       |
| Німці               | 1,58  | 81,59        | 0,05   | 0,04    | 0,11 | 13,96   | 2,68                       |
| Корейці             | 5,24  | 49,35        | 0,21   | 11,40   | 0,14 | 28,51   | 5,16                       |
| Турки               | 99,13 | 0,30         | 0,01   | 0,01    | 0,02 | 0,33    | 0,21                       |
| Азербайджанці       | 94,81 | 2,51         | 0,02   | 0,02    | 0,03 | 1,86    | 0,76                       |
| Білоруси            | 0,79  | 90,16        | 0,04   | 0,01    | 0,03 | 7,82    | 1,15                       |
| Дунгани             | 98,93 | 0,37         | 0,01   | 0,03    | 0,04 | 0,34    | 0,28                       |
| Курди               | 98,28 | 0,53         | 0,03   | 0,02    | 0,02 | 0,74    | 0,38                       |
| Таджики             | 97,78 | 0,91         | 0,01   | 0,02    | 0,08 | 0,85    | 0,35                       |
| Поляки              | 0,69  | 90,07        | 0,04   | 0,01    | 0,13 | 7,30    | 1,76                       |
| Чеченці             | 93,69 | 2,99         | 0,02   | 0,01    | 0,05 | 2,08    | 1,16                       |
| Киргизи             | 96,67 | 0,89         | 0,03   | 0,03    | 0,02 | 1,51    | 0,86                       |
| Інші національності | 34,69 | 52,32        | 0,82   | 0,91    | 0,13 | 8,44    | 2,69                       |

Згідно із статистикою, в Казахстані понад 4200 релігійних об'єднань і громад, що відносяться до 46 різних конфесій. У країні діє близько 3200 мечетей, церков та інших молитовних будинків. На території держави проживають представники всіх світових монотеїстичних релігій, в тому числі юдаїзму, а також послідовники індуїзму, політеїстичних культів та ін. Найбільш сильний вплив на суспільство мають іслам суннітського толку і православне християнство.
У 1990 році в республіці було створено Духовне управління мусульман Казахстану, в рамках якого об'єднано більшість з офіційно зареєстрованих мечетей. На сьогоднішній день в Казахстані налічується близько 11 млн мусульман 24 національностей.
Православ'я представлено 299 парафіями і є одним з найпотужніших релігійних напрямків Казахстану. Структурно належить до Московського патріархату.
Також на території держави 83 зареєстрованих римсько-католицьких парафії, а також 5 греко-католицьких. Популярність отримав і протестантизм, в тому числі баптизм. У Казахстані понад 1200 організацій, які відносять себе до протестантських, і приблизно 500 культових споруд цієї гілки християнства.
Окремо треба відзначити поширення в Казахстані юдаїзму. На території республіки п'ять синагог в Алма-Аті, Астані, Усть-Каменогорську і Павлодарі.
Серед менш поширених і/або сучасних вірувань в Казахстані є Міжнародне товариство свідомості Крішни, Свідки Єгови, церква «Нове Життя», Біле братство, пресвітеріанство, Новоапостольська церква, меннонітство, Церква об'єднання, Церква саєнтології, бахаїзм тощо.

## Іслам

### Історія проникнення ісламу
Поширення ісламу на території Казахстану проходило протягом кількох століть. Почалося воно в південних областях, до кінця Х століття іслам міцно утвердився в семиріччі й на Сирдар'ї. У деяких регіонах християнство успішно конкурувало з ісламом: наймани, які переселилися до Казахстану в XII—XIII ст., проповідували несторіанство, а найманський хан Кучлук навіть переслідував мусульман.
Монгольські завоювання на час затримали поширення ісламу, оскільки тюрки і монголи сповідували традиційні вірування. Воно продовжилося за золотоординського хана Берка і посилилися при Узбеку. Представники суфійського духовенства йшли в степ і проповідували свою релігію. Досить швидко місіонерам вдалося домогтися прихильності кочової знаті.
Позиції ісламу ставали все міцніші рік від року. Поступово збільшувалася кількість мечетей, багато з яких будувалися на приватні кошти. Але вплив мусульманського права на життя казахів серйозно посилився тільки на початку XIX століття — під час правління султана Арин-газа, який надавав перевагу не звичаям предків, а принципам шаріату.
Однією з важливих тенденцій XIX століття було просування в степу татар, охочих стати муллами. Зазвичай вони брали в дружини казашок і швидко ставали своїми для казахського населення. Просвітницька діяльність мулл справила позитивний вплив на культуру Казахстану: з'явилася традиція записувати вірші і пісні, а потім поширювати їх. З поширенням грамотності ширший попит знаходили книги, написані російською та англійською мовами.
У дореволюційні роки популярними стають ідеї мусульманського модернізму (джадідізму). Джадідісти бачили своїм головним завданням відмову від середньовічної схоластики і викладання світських наук. В результаті у великих містах (а потім і в невеликих населених пунктах) стали з'являтися школи, де навчали відповідно до нових стандартів.

### Сучасний стан
Іслам — найпоширеніша релігія серед віруючого населення Казахстану. Мусульмани складають 70 % населення згідно з переписом 2009 року.
- Напрямок — сунізм.
- Мазхаб (мусульманська правова школа) — ханафійський мазхаб.
- Уповноважений орган — Духовне управління мусульман Казахстану (ДУМК).

Іслам в Казахстані сповідують в основному казахи, узбеки, уйгури, дунгани, таджики, киргизи, туркмени, татари, башкири, ряд традиційно ісламських народів Північного Кавказу, азербайджанці (останні в своїй більшості дотримуються шиїзму). У Казахстані створена ціла мережа ісламських освітніх установ за підтримки інших держав. З 1991 року функціонує Вищий ісламський інститут з підготовки імамів-хатибів при Духовному управлінні мусульман Казахстану, з 2001 року — Єгипетський університет ісламської культури «Нур-Мубарак» з єгипетськими викладачами (з 2012 року перейменований в Казахсько-єгипетський ісламський університет «Нур»). Останній вуз тільки за 2004—2011 роки випустив 262 фахівця з ісламознавства, значна частина яких стала працювати імамами і наїб-імамами в мечетях Казахстану. У 2002 році також був відкритий Ісламський інститут підвищення кваліфікації імамів Республіки Казахстан. Однак не варто перебільшувати значення ісламу в суспільно-політичному житті країни — наприклад, тільки в 2012 році з'явився перший ісламський телеканал «Асил Арна». Державна влада прагне контролювати ісламську освіту — з 2011 року в країні з'явився державний стандарт спеціальності «ісламознавства» і вже в 2011 році було виділено 150 грантів для осіб, що навчаються за цією спеціальністю.

## Християнство
Християнство — одна з головних релігій в Казахстані, після ісламу сунітського толку. Його сповідують (у різних формах) 26 % жителів країни.

### Історія поширення християнства в Казахстані

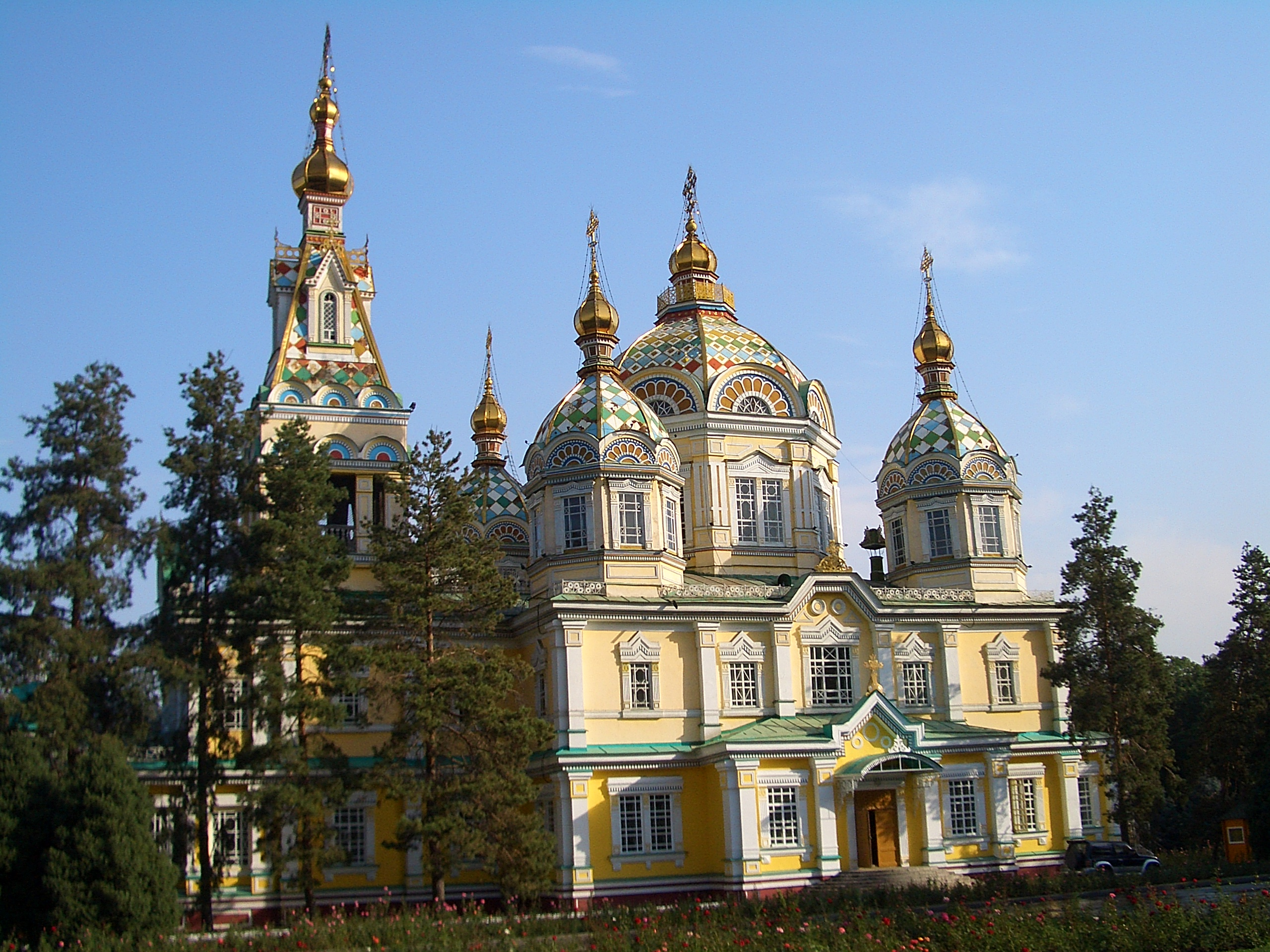
Вознесенський собор (Алмати)

Християнство проникає на територію Казахстану не пізніше II століття з Персії, його приносять як сирійці, так і християни, які втекли з Римської імперії від гонінь. У IV столітті гоніння перського царя Шапура II, пов'язані зі зверненням імператора Костянтина Великого до християнства, викликають переселення частини християн на Схід.
Хорасан був першим регіоном Центральної Азії, в який прийшли християни. Біруні повідомляє що християни з'явилися в Мерві через 200 років після народження Христа, а в 334 р згадується християнський єпископ в Мерві.
Несторіанство було першою християнською гілкою, що з'явилася на території Казахстану. Махмуд Кашгар приводить особисте свідчення про те, що в південно-східному Дешт-Кипчаку (Великому Степу), Узгенському царстві і Тюркському каганаті існували і процвітали громади з центром в Согді (Самарканді). За словами Кашгара «в Ісфіджаб і Таразі, в Кашгарі і Узгенд аж до Куби (Куви) жив народ согдак, який сповідує Масіха (Христа) Ісуса і говорив двома мовами: согдійською і тюркською)». Пізніше Рубрук відзначав наявність вірменських монастирів в степу по шляху проходження в Каракорум.
У XIV ст. з несторіанством вступають в боротьбу католицькі місіонери; внаслідок розвитку торгівлі проникають в Центральну Азію і християни інших сповідань. Успіхи ісламу і буддизму в XIV в. припинили діяльність як несторіанських, так і інших християнських місіонерів. Криваве гоніння на християн згадується в 1338 р (У Семиріччі і Кульджінському краї), але воно тривало недовго; переказ про насильницьке винищення залишків християнства Тимуром не підтверджується письмовими джерелами. Християнство зникло поступово, внаслідок припинення відносин з країнами християнської культури, не залишивши по собі ніяких істотних слідів, крім алфавіту сирійського походження і деяких культурних слів.
Після здобуття незалежності певного поширення набули різні неопротестанські течії. Сьогодні на території Казахстану найбільш поширеною гілкою християнства є православ'я (близько 23 % населення).

### Католицизм

Католицькі структури Казахстану

На території країни утворена одна архиєпархія-митрополія Пресвятої Діви Марії з центром в Астані. Їй підпорядковані дві єпархії — Карагандинська і Єпархія Пресвятої Трійці з центром в Алма-Аті, а також Апостольська адміністратура Атирау. Загальна кількість католиків в Казахстані близько 180 тисяч. За даними на 2004 рік зареєстровано 50 парафій, в них працюють 72 священики. Крім католиків латинського обряду в країні існує греко-католицькі громади.

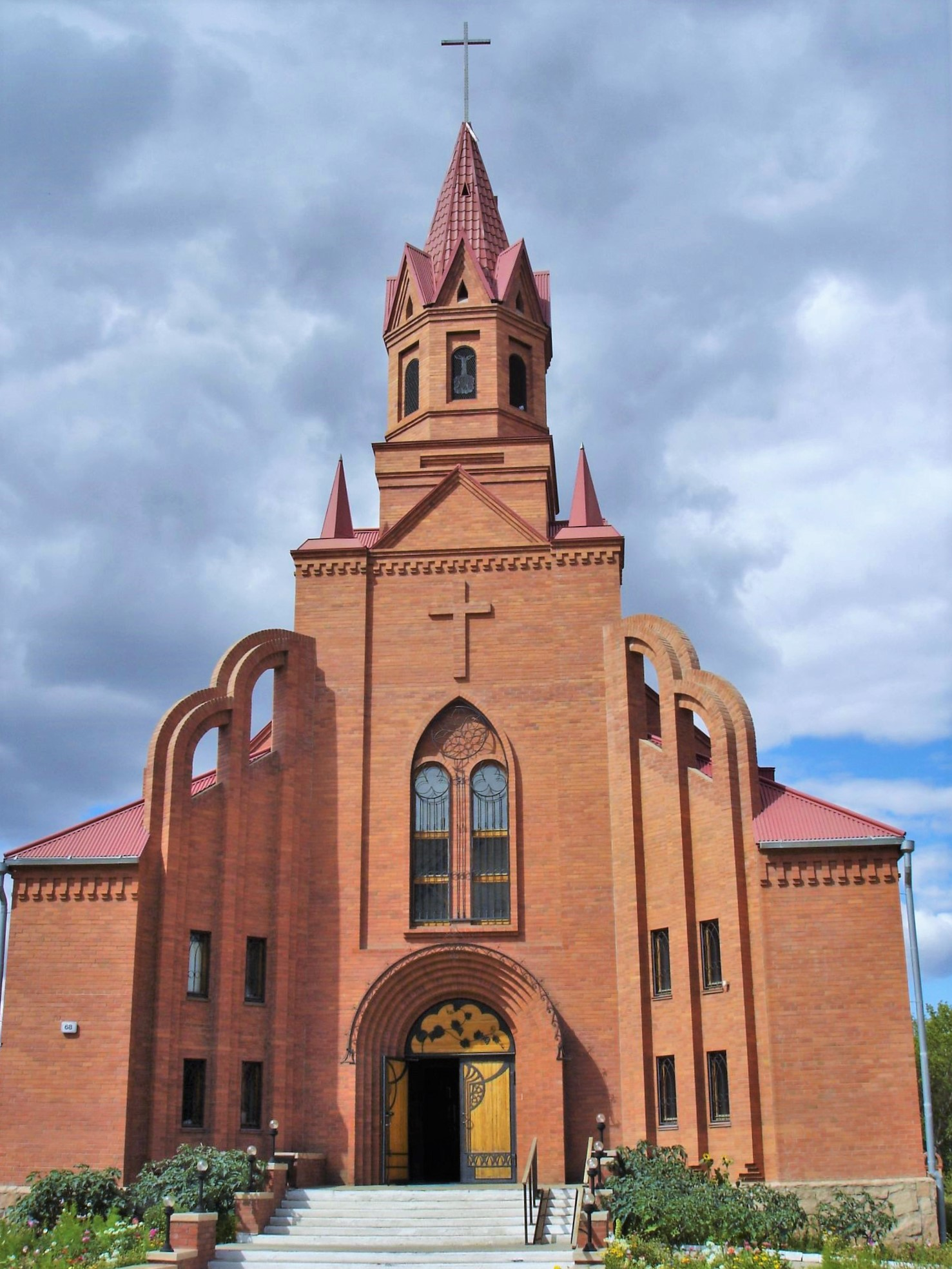
Католицька церква Святої Терези Дитяти Ісуса

Після появи на початку 90-х років можливості для нормального функціонування Католицької церкви в Казахстані 13 квітня 1991 року папа римськийІван Павло II заснував на території Республіки Казахстан Карагандинську Апостольську адміністратуру. В цей же день, 13 квітня 1991 року, Апостольським адміністратором був обраний о. Ян Павло Ленга. Духовна опіка Карагандинського Апостольського адміністратора крім Казахстану, тимчасово поширювалася на розкидані католицькі громади в Середній Азії: в Узбекистані, Таджикистані, Киргизії і Туркменістан. Апостольська адміністратура з центром в Караганді стала першою католицькою структурою такого рівня в Казахстані та Середній Азії в пострадянський період. Згодом вона була реорганізована в митрополію, що складається з архиєпархії і підлеглих їй двох єпархій та однієї Апостольської адміністратури.
З серпня 1995 року почала видаватися щомісячна католицька газета «Кредо».. 29 вересня 1997 католики Узбекистану, Таджикистану, і Туркменістану, а 22 грудня 1997 також і католики Киргизії, — отримали статус «Sui Iuris» (свого права). 7 жовтня 1997 — офіційне відкриття в Караганді католицької духовної семінарії «Redemptoris Mater», яка 16 липня 1998 року була повністю реорганізована і отримала нову назву «Марія — Матір церкви».. 7 квітня 1998 року в Караганді відкритий монастир босих кармеліток, присвячений Пресвятій Трійці і Непорочному зачаттю Діви Марії..

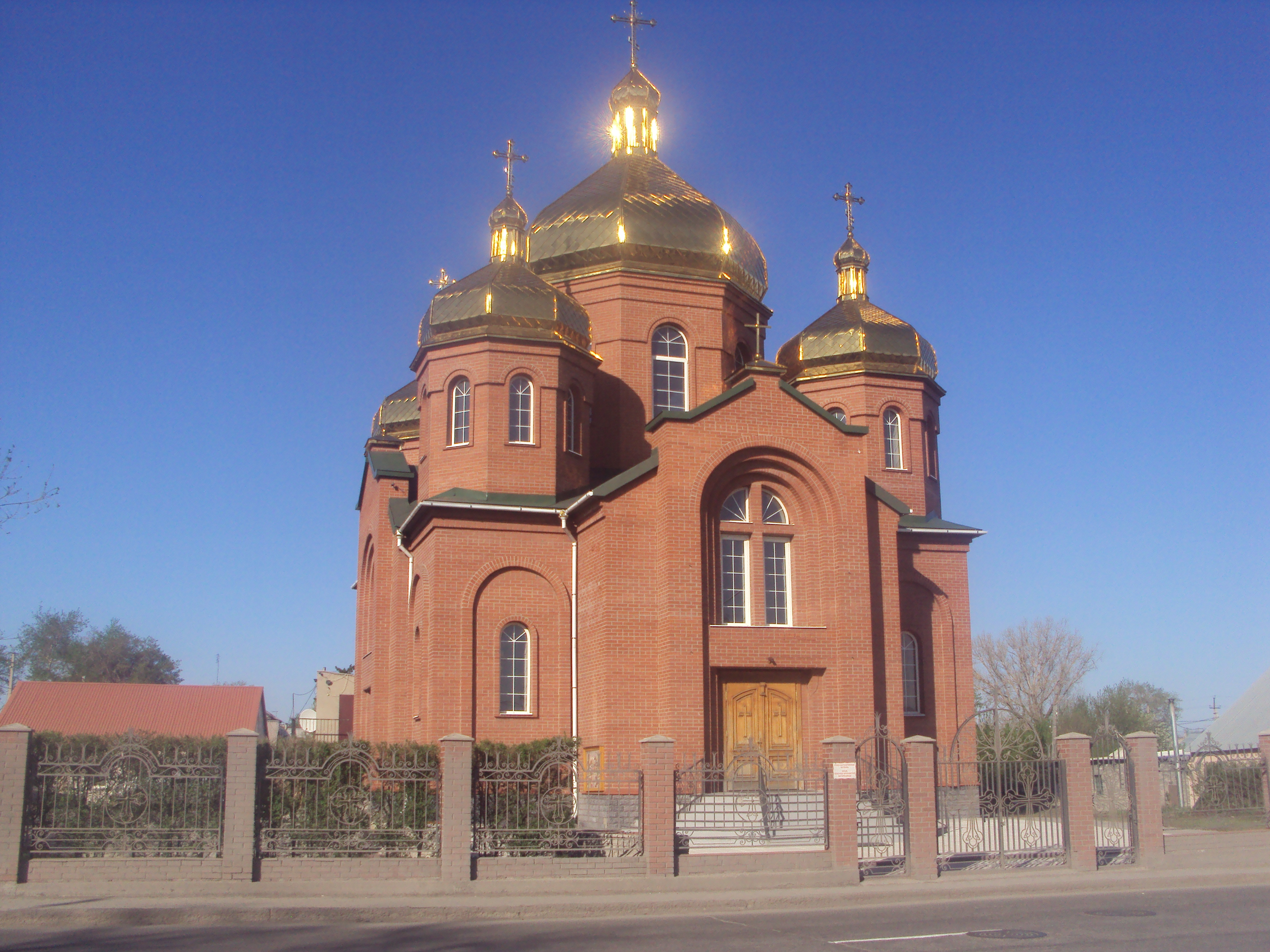
Греко-католицька церква Покрови Пресвятої Богородиці в Караганді

5 жовтня 1998 року в Карагандинську область для роботи з убогими прибули сестри-черниці Матері Терези з Калькутти.
7 липня 1999 року Апостольська адміністратура Казахстану папською буллою «Ad aptius consulendum» була перетворена в Карагандинську єпархію на території Карагандинської і Східноказахстанської областей Казахстану, і три нових Апостольських адміністратури: Астанинську, Алматинську і Атирауську.
Велике значення для Католицької церкви в Казахстані мав візит в країну Папи Йоана Павла II, який відбувся 22 — 25 вересня 2001 року.
Розвивається структура Грекокатолицької Апостольської делегатури в Казахстані і Середній Азії з центром в Караганді. 8 листопада 2002 року Святий Престол призначив настоятеля греко-католицької парафії церкви «Покрова Пресвятої Богородиці» в Караганді священика Василія Говеру Апостольським делегатом для всіх католиків східного обряду в Казахстані та Середній Азії. 18 вересня 2005 року священик Василь Говера отримав титул митрофорного протоієрея і в цій якості освятив греко-католицький храм у м. Сатпаєві. Всього в Казахстані діють 5 греко-католицьких парафій: в Караганді, в Астані, в Павлодарі, в Шидерти і в Сатпаєві. У 2013 році освячено храм св. Йосипа Обручника у Астані.

### Православ'я

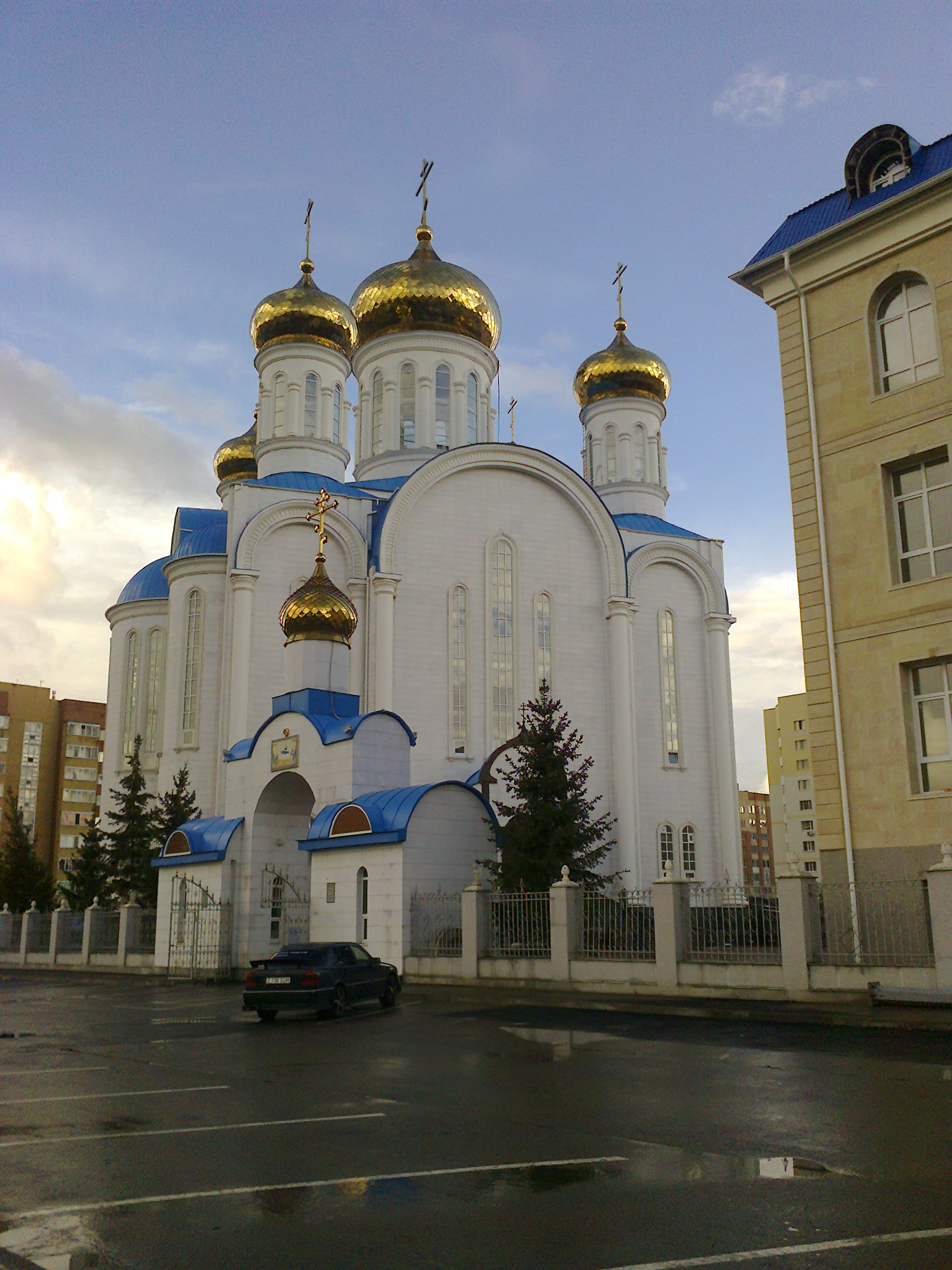
Кафедральный Успенський собор в Астані

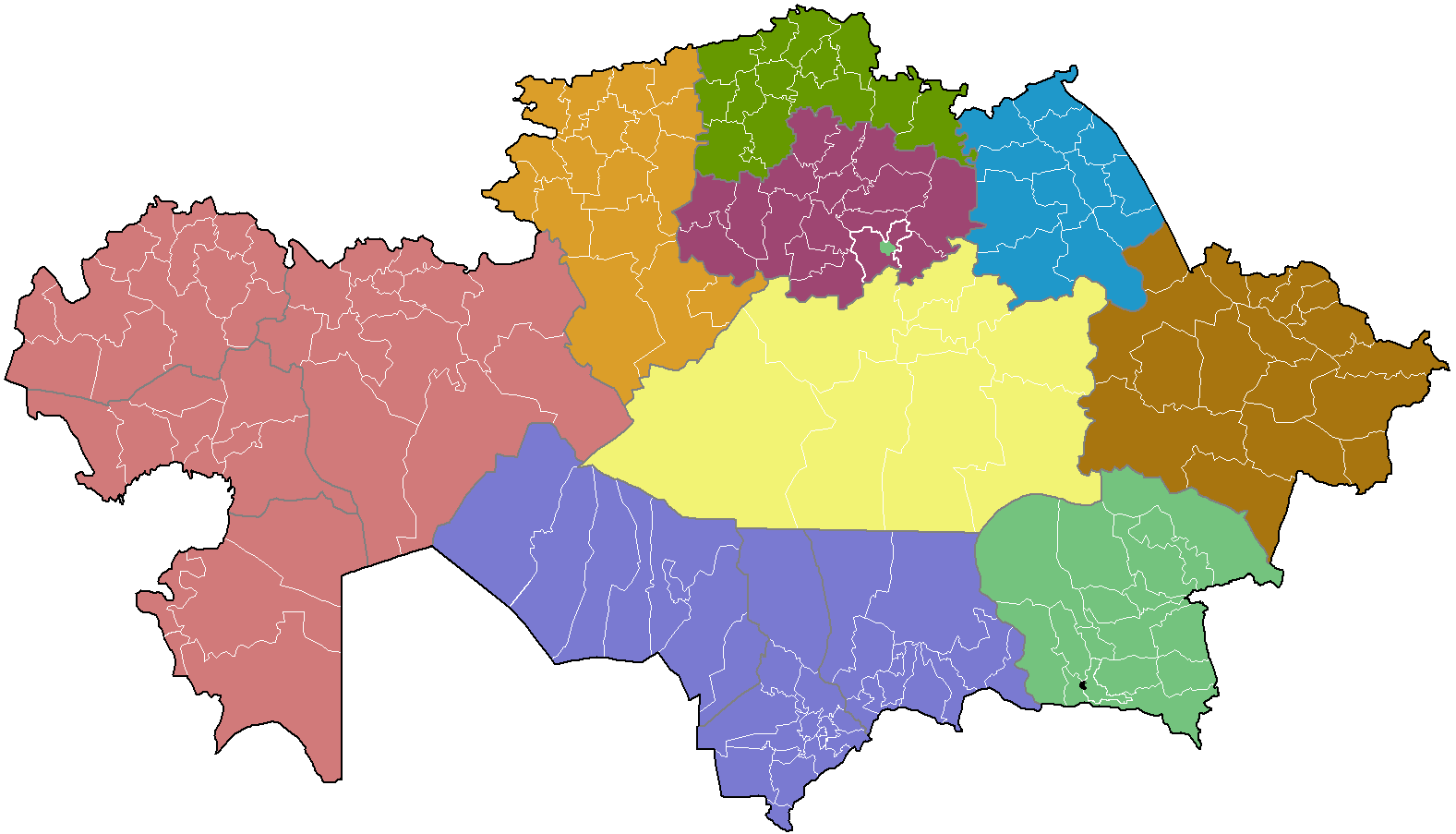
Казахстанський митрополичий округ. Розподіл на єпархії з 2011 року

Загальна кількість православних в країні становить близько 4,2 млн осіб або близько 26 % населення республіки (дані на 2009 рік). Православ'я традиційно дотримується російське і слов'янське, і, в меншій мірі, інше російськомовне населення республіки. Концентрація православних вища на півночі республіки і у великих містах.
Православ'я (в його російській традиції) з'являється на території Казахстану в ході російської колонізації Сибіру і Далекого Сходу. У XIX столітті для просування православ'я на землях північного Казахстану була заснована Киргизька духовна місія (в царській Росії казахів називали киргизами або киргиз-кайсак), яка проіснувала до 1917 року, будучи закрита в плані загальної боротьби комуністичного уряду з релігією.. З початку 1990-х років спостерігається відродження православних традицій в Казахстані, хоча паралельно відбувається занепад загальної кількості і частки її в населенні через масову еміграцію російськомовних в пострадянський період.
Територія Казахстану належить до Російської православної церкви Московського Патріархату і розділена на три єпархії: Астанайську і Алматинську, Чімкентську і Акмолинську, Уральську і Гур'ївську. Казахстанський митрополичий округ був утворений 7 травня 2003 року за рішенням Священного Синоду. Головою округу з 2010 року є митрополит Александр (Александр Могильов).
На території Казахстану існує 9 монастирів (з них 8 в Астанайській і Алматинській єпархії та 1 в Уральській і Гур'євській), 230 парафій (з них 112 в Астанайській і Алматинській єпархії, 40 в Уральській і Гур'ївській, 78 в Чимкентській та Акмолинській), понад 300 священнослужителів.

### Протестантизм
Протестантизм в Казахстані має досить тривалу історію. Після приєднання до Росії, на території Казахстану з'явилися перші військові поселення, серед жителів яких було чимало лютеран, особливо з числа німців. Потім з'явилися і цивільні особи — чиновники, ремісники, селяни. Посилився процес переселення з європейської частини Росії в Казахстан в 80-ті роки XIX ст. Тоді з'явилися перші нечисленні громади протестантів, в основному лютеран, баптистів і менонітів. Столипінська реформа початку ХХ ст. привела до нового потоку переселенців, що ще більш урізноманітнило конфесійний склад населення. Масовий приплив послідовників протестантизму пов'язаний зі сталінськими репресіями і насильницькою депортацією в Казахстан представників багатьох народів в 30-40-ві роки ХХ ст. Серед переселенців було, наприклад, понад 360 тисяч німців Поволжя. Уже після ослаблення політики щодо неугодних народів і конфесій — з середини 1950-х років — в республіці утворюються громади лютеранської церкви, євангельських християн-баптистів, адвентистів, менонітів. Довгий час вони діяли переважно нелегально. Перша громада лютеранської церкви була зареєстрована в Акмолинську (нині Астана) в 1955 року. Влада за часів СРСР вкрай неохоче реєструвала релігійні об'єднання, проте, їхня чисельність постійно збільшувалася.
До моменту розвалу СРСР в Казахстані було зареєстровано 109 громад євангельських християн-баптистів, що в два рази перевищувала кількість мусульманських мечетей. Певні зміни в чисельності протестантських церков пов'язані зі значною міграцією в Німеччину, Росію та інші країни в 90-х роках ХХ ст. Це призвело до того, що різко впала кількість об'єднань лютеран, менонітів і деяких інших конфесій. Інші громади перетворилися на багатонаціональні. Вони зростають за рахунок представників народів, для яких протестантизм не є традиційною релігією. Серед баптистів зараз багато росіян, українців, білорусів, казахів, корейців. Завдяки цьому кількість баптистських церков в Казахстані зростає, незважаючи на виїзд з країни німців, що довгий час складали велику частину віруючих. Про це свідчить і статистика. Якщо в 1993 році діяло 129 баптистських об'єднань, в 2002 році — 281, в 2007 році — 290. На початок 2011 року в Казахстані, за офіційними даними, діяло 362 релігійних об'єднання і груп євангельських християн-баптистів, при цьому 48 з них не зареєстровані органами влади. Особливо бурхливе зростання відзначається серед нетрадиційних для Казахстану напрямків, в основному п'ятидесятницьких, пресвітеріанських і харизматичних. Ці громади з'явилися переважно в 90-х роках ХХ ст. Багато з них були створені іноземними місіонерами і отримували, особливо в період становлення, значну допомогу з-за кордону. В результаті на 1 січня 2011 року кількість п'ятидесятницьких церков досягло 97, пресвітеріанських — 239, харизматичних — 306. Найбільш відомі такі об'єднання: «Грейс-Благодать», «Еммануїл», «Нове Життя», «Агапе», «Сун Бок Им», «Церква Повного Євангелія». Багато п'ятидесятницьких і пресвітеріанських церков були створені місіонерами з Південної Кореї і США. Серед їх пасторів і послідовників чимало представників корейської діаспори..

#### П'ятидесятники
За кількістю офіційно зареєстрованих протестантських церков в Казахстані лідирують п'ятидесятники. На початок 2011 року п'ятидесятниками було зареєстровано 400 громад. У зв'язку з новим законодавством в 2012 році всі релігійні громади були зобов'язані перереєструватися в Комітеті у справах релігій Казахстану. На кінець 2015 року перереєстрацію пройшли 216 п'ятидесятницьких громад. Найбільшими п'ятидесятницькими спілками є «Нове життя» (38 громад, 2012 рік), «Джерело» (28 громад), Місія «Агапе» (23 громади), Церква повного Євангелія «Сун Бок Им» (9 громад), «Жнива» (5 громад). При цьому, частина п'ятидесятників принципово не реєструють свою громади у держави; до таких належать парафії Об'єднаної церкви християн віри євангельської (50 громад у 2001 році). В країні також діють п'ятидесятники-одиночники з «Церкви Господа Ісуса Христа» (40 громад і 3 тис. членів в 2003 році); їхні найбільші громади є в Караганді і Алма-Аті. Серед великих міжнародних п'ятидесятницьких об'єднань слід зазначити Асамблею Бога, Церкву Бога і Церкву Бога пророцтв. Разом з ростом числа громад зростає і загальне число віруючих-п'ятидесятників. Якщо в 1989 році в країні проживало 2,5 тис. п'ятидесятників, то до 2001 року їхня кількість зросла до 38 тисяч.

#### Лютерани
За деякими оцінками до 90 тис. жителів Казахстану є лютеранами. Однак, за власними даними Євангелічно-лютеранської церкви в Республіці Казахстан (ЄЛЦРК), її прихожанами є лише 2,5 тис. осіб. Церква об'єднує 52 громади. При цьому, станом на кінець 2015 року лише 13 лютеранських громад були зареєстровані державою. Духовний центр союзу знаходиться в Астані. Верховним законодавчим органом церкви є Синод, засідання якого проводиться один раз на рік. Синод обирає свого Голову і Єпископа, а також Консисторію, що є вищим виконавчим органом. За словами єпископа церкви Юрія Новгородова: «на рівні Статуту ЄЛЦРК відмовилася від прозелітизму» і служить виключно етнічним німцям.

#### Баптисти
Більшість баптистів Казахстану входить в Союз церков євангельських християн баптистів. Через еміграцію німців і росіян, чисельність віруючих-баптистів знижується. На початок 2015 року дорослими хрещеними членами союзу були 8,3 тис. осіб; служінням союзу також охоплені 2 тис. підлітків і молоді та 3,5 тис. дітей. Союз об'єднує 231 церкву і 244 групи (зареєстрована 181 громада); діє 250 молитовних будинків. Духовний центр союзу знаходиться в Сарані. У 2006 році служителі Союзу проголосували за вихід з Європейської баптистської федерації і Всесвітнього баптистського альянсу; причиною виходу стала практика висвячування жінок, харизматичні віяння і загальне зниження авторитету Біблії в ряді зарубіжних баптистських церков. При цьому, Союз як і раніше є частиною Євро-азіатської федерації спілок ЄХБ.
У країні також є прихильники МСЦ ЄХБ; в 2010 році парафіянами 45 громад МСЦ ЄХБ були 7,5 тис. осіб (з яких членами церкви були 2 тис.). У Казахстані також діють громади корейських баптистів.

#### Пресвітеріани
Чимало в Казахстані і пресвітеріан (12 тис. осіб у 2005 році). На початок 2011 року в країні налічувалося 229 пресвітеріанських релігійних об'єднань. Станом на кінець 2015 року перереєстрацію пройшли лише 107 пресвітеріанських громад. Найбільшими пресвітеріанськими об'єднаннями в Казахстані є «Грейс» (71 громада у 2011 році), «Надія» (14 громад), «Еммануїл» (14 громад), «Назарянин» (8 громад). Більшість пресвітеріан (до 90 %) за етнічною приналежністю є корейцями. Поширення пресвітеріанства серед казахстанських корейців проводиться одночасно з відродженням корейської мови і корейських народних звичаїв. При пресвітеріанських церквах діють реабілітаційні центри для наркоманів і алкоголіків, медичні центри, центри гуманітарної допомоги.

#### Інші
Методисти на початок 2011 року об'єднували 18 громад, після перереєстрації до кінця 2015 року вони налічували 13 громад. За оцінками, число методистів досягає 12,5 тис. осіб. Більшість з них за етнічною приналежністю — корейці; громади Казахстану входять в Російську об'єднану методистську церкву. У Новоапостольської церкви після перереєстрації є 26 громад. Окремо діють в країні братські меноніти (6 громад, 300 членів). Перфекціоністській «Церкві Назарянина» в 2014 році в Казахстані належали 7 парафій і близько 300 віруючих.
Адвентисти сьомого дня повідомляють про 51 церкву в країні (зареєстровані — 42 громади). Членами адвентистских церков в 2011 році були 3,3 тис. віруючих. У країні також є невелика кількість адвентистів-реформістів.

## Буддизм

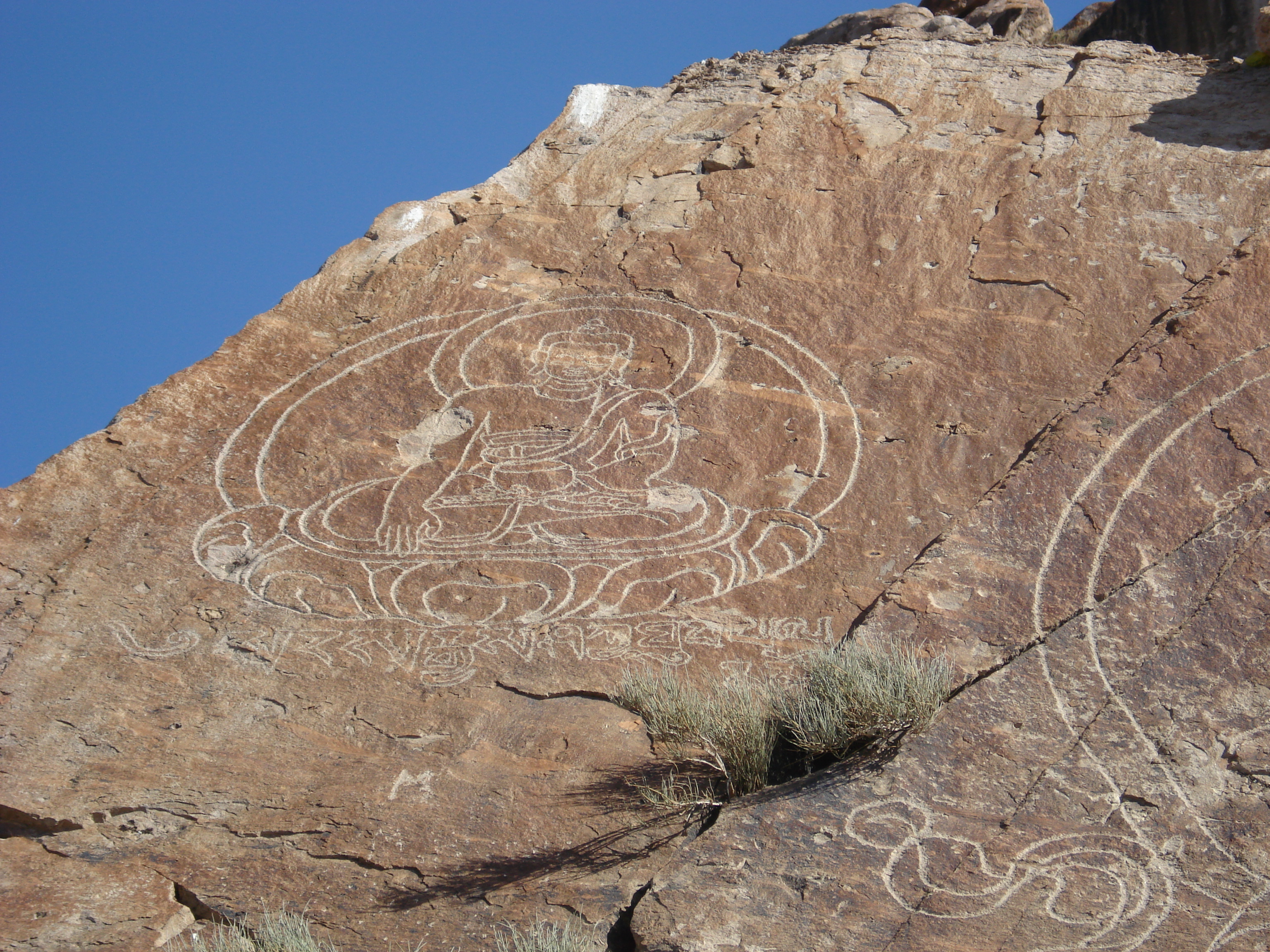
Зображення Будди в урочищі Тамгали-Тас

Казахстан є світською країною, в якій офіційно дозволені світові релігії, і оскільки буддизм є однією з трьох світових релігій, то він дозволений офіційною владою Казахстану. Згідно з даними посольства США в Казахстані, буддизм в країні представлений 4 офіційними організаціями, 1 з яких представляють корейський буддизм традиції сон (в Казахстані проживає найчисленніша діаспора корейців в СНД) і одну офіційну лінію тибетського буддизму махаяна (це стало можливим завдяки співпраці Казахстану з Індією і Монголією)..
В даний час буддизм в Казахстані представляють такі буддійські школи та напрямки:
- Послідовники школи Вонбульгьо (Вон-буддизм).
- Послідовники тибетського буддизму (Ньїнгма, Каг'ю, Гелуг).[29]
- Послідовники дзен-буддизму.

Буддизм в Казахстані майже не розвинений. В основному його сповідують нечисленна частина корейської діаспори, буряти і калмики. Останнім часом відзначається зростання інтересу до буддизму як у казахів, так і у росіяни Казахстану, обговорюється можливість відкриття головної буддійської організації Середньої Азії на території Казахстану з благословення Далай Лами. Відсутність офіційного буддійського центру створює незручності для буддистів Казахстану, яким доводиться отримувати вчення тибетської лінії спадкоємності на території сусідньої Росії. Подібна ситуація деякими пояснюється тиском з боку Заходу, де побоюються посилення просхідних настроїв в Центральній Азії, а також, засиллям мусульмано-юдейських настроїв, що потурає розрізненості в середовищі казахстанських буддистів.
В офіційній навчальній літературі Казахстану окремою графою описується стародавня тюркська релігія — тенгріанство, відзначається схожість цієї національної релігією казахів з буддизмом і ісламом. Казахський вчений Чокан Валиханов, будучи по суті першим казахським буддологом, висловлював думку, що казахи, опинившись на перетині Великого Шовкового Шляху, який був сполучною ланкою між буддійським, ісламським і степовим тюркським світом, дає повну свободу народу слідувати тій чи іншій релігії. На думку президента Казахстану Нурсултана Назарбаєва, висловленого на з'їзді світових релігій в Астані, буддизм, будучи однією з релігій Шовкового Шляху, завжди був близький духу казахстанців і здатний об'єднати людей різних конфесій.

## Юдаїзм

### Історія
Різні історичні дослідження дають різні оцінки часу появи і періодів перебування євреїв на території Центральної Азії. Очевидно, що євреї з'явилися тут не пізніше епохи активного функціонування Великого шовкового шляху.
У 1827 році російський імператор Микола I підписав указ про натуральну військової повинності для євреїв (кантоністи), відповідно до якого щорічно царську армію повинні були поповнювати по 10 рекрутів віком від 12 до 25 років з кожної тисячі єврейських чоловіків. Повнолітніх визначали на дійсну службу, а малолітніх направляли в кантоністські школи «для приготування до служби» у віддалені, часто з суворими кліматичними умовами, регіони Російської імперії. Таким чином, безліч єврейських юнаків появилися в Казахстані.
Приблизно в 1870 році в місті Вірному (нинішньому Алмати) склалася перша єврейська громада, що складалася з миколаївських солдат і їхніх нащадків. Їх було небагато — не більше ста чоловік. Вони відкрили першу синагогу в простій дерев'яній хаті в 1884 році і добились реєстрації єврейського молитовного суспільства в 1907 році.
У сучасній історії євреї масово прибували в Центральну Азію в зв'язку з різноманітними подіями історичного масштабу. Наприклад, відомо, що в царській Росії Казахстан був одним з місць заслання неугодних владі осіб. Чимало євреїв, які брали активну участь в суспільному житті того часу, виявилися тут з цієї причини.
В ході реалізації грандіозних радянських проектів, в числі яких будівництво Турксибу, освоєння цілини і інші, в Казахстан прибули і залишилися на довгий час численні фахівці з сім'ями.
Значне збільшення чисельності євреїв в Центральній Азії сталося під час Другої світової війни. У Казахстан, так само як і в сусідні республіки, приїхали люди, в більшості своїй мають вищу освіту або володіють різними професійними навичками. Вони зіграли важливу роль в інтенсивному розвитку багатьох галузей людської життєдіяльності, зокрема, промисловості, медицині, мистецтві, кіно, освіті, науці.
Нарешті, в довгі роки сталінських репресій в Казахстан були насильно переселено чимало єврейських родин з України, Білорусі, Кавказу, Росії, Прибалтики.

### Євреї і інші етноси, традиційно сповідують юдаїзм
| Етнос                  | Перепис 1970 року | Перепис 1979 року | Перепис 1989 року | Перепис 1999 року | Перепис 2009 року |
| ---------------------- | ----------------- | ----------------- | ----------------- | ----------------- | ----------------- |
| Євреї                  | 27013             | 22762             | 17515             | 6745              | 3485              |
| Гірські євреї          | 50                | 118               | 384               | 14                | 30                |
| Грузинські євреї       | 103               | 183               | 179               | 18                | 23                |
| Середньоазійські євреї | 481               | 316               | 772               | 28                | 5                 |
| Всього євреїв:         | 27647             | 23379             | 18850             | 6805              | 3543              |
| Караїми                | 50                | 33                | 33                | 28                | 231               |
| Кримчаки               | 42                | 87                | 61                | 20                | 35                |
| Тати                   | 48                | 135               | 175               | 51                | 93                |

| Етнос         | Чисельність юдеїв |
| ------------- | ----------------- |
| Казахи        | 1929              |
| Росіяни       | 1452              |
| Корейці       | 211               |
| Українці      | 108               |
| Німці         | 89                |
| Татари        | 47                |
| Узбеки        | 34                |
| Уйгури        | 34                |
| Білоруси      | 25                |
| Азербайджанці | 16                |
| Поляки        | 14                |
| Курди         | 11                |
| Турки         | 7                 |
| Чеченці       | 6                 |
| Киргизи       | 6                 |
| Дунгани       | 4                 |
| Таджики       | 2                 |
| Інші          | 1286              |
| Загалом:      | 5281              |

### Сучасний стан юдаїзму
Сьогодні в Казахстані діє рух Хабад Любавич. В даний час число віруючих складає всього 5,3 тис. осіб.
З 1994 року головним рабином Казахстану є рабин Ешая Елазар Коген.
Відкрилися синагоги в Алма-Аті, Астані, Усть-Каменогорську, Павлодарі і Костанаї. У кожному з цих міст тепер є рабин, громадський центр, мережа синагог, навчальні заклади для дітей, поставка кошерних продуктів. У Казахстані в даний час представлена лише одна гілка юдаїзму — ортодоксальна.